# Angrezi Medium
Pour plus de détails, voir Fiche technique et Distribution.
Angrezi Medium,  littéralement en français : médium anglais, est une comédie dramatique du cinéma indien, en hindi, de 2020, réalisée par Homi Adajania (en) et produite sous la bannière de Maddock Films (en). Il s'agit d'une suite spirituelle du film Hindi Medium, de 2017. Le film met en vedette Irfan Khan, Radhika Madan (en), Deepak Dobriyal (en) et Kareena Kapoor. Le tournage débute à Udaipur, le 5 avril 2019 et s'est achevé en juillet, à Londres. Il s'agit du dernier film d'Irrfan à sortir avant son décès, le 29 avril 2020.
Le film est sorti en salles, en Inde, le 13 mars 2020. Ses performances en salles ayant été affectées par la fermeture des cinémas, en raison de la pandémie de Covid-19, les plans de réédition sont annulés et le film est mis à disposition en numérique, moins d'un mois après sa sortie, sur Disney+ Hotstar.

## Synopsis
Champak Bansal est veuf et propriétaire d'une confiserie à Udaipur, au Rajasthan. Il se dispute souvent avec son demi-frère Gopi, qui tient une confiserie concurrente, mais ils s'aiment beaucoup. Tarika, la fille de Champak, a toujours nourri le rêve de voyager et d'étudier à l'étranger. Bien qu'elle ne soit pas douée pour les études, Champak soutient fermement son rêve et, au prix de quelques efforts, elle obtient une bonne note à ses examens de fin d'études, ce qui lui permet de décrocher une bourse de l'université Truford de Londres, qui s'est associée à son école.
Lors de la journée annuelle de l'école, Champak remarque que l'invité principal est le juge Chheda, qui avait accepté une montre en guise de pot-de-vin de la part de Gopi quelques jours auparavant afin qu'il puisse obtenir les droits sur le nom Ghasiteram. Il monte sur scène et dénonce le juge qui avait mis l'accent sur l'honnêteté et les valeurs dans son discours, sans savoir qu'il est le mari de la directrice. Le lendemain matin, il rencontre la directrice chez elle et lui demande pardon, mais elle déchire la lettre de bourse de Tarika et la lui jette au visage. Il jure d'envoyer Tarika à Londres, quoi qu'il arrive.
Avec l'aide d'une connaissance, basée à Londres, Bablu, Champak et Tarika ainsi que Gopi se rendent à Londres pour que Tarika puisse y trouver un logement jusqu'à l'ouverture de l'université. Cependant, Champak et Gopi sont arrêtés et interrogés par la police de l'aéroport. Lorsqu'ils disent par inadvertance qu'ils ont de la drogue, ils sont expulsés et leurs passeports sont mis sur liste noire. Tarika, qui avait appelé Champak, Gopi et Bablu en vain, s'installe dans une maison louée et commence à profiter de la vie londonienne, tout en essayant de financer ses études. Pendant ce temps, Champak et Gopi sont dirigés vers un trafiquant de drogue à Dubaï, Tony, qui leur donne des pseudonymes pakistanais et de faux passeports. Ils retournent à Londres, sous les noms d'Abdul Razzaq et Saqlain Mushtaq, et sont brièvement accostés par Naina, un policier. Ils trouvent un logement dans une maison appartenant à Mme Kohli, la mère de Naina, dont ils sont séparés.
Lorsqu'ils rencontrent Tarika, Champak est scandalisé par son mode de vie et exige qu'elle quitte son logement ou il rompra ses liens avec elle. Gopi lui demande pourquoi il dit cela, ce à quoi il répond que c'est pour ne pas se faire prendre par Naina. Les deux hommes se rendent au poste de police où Bablu est logé ; ils paient sa caution et il leur dit qu'il est maintenant sans le sou. Un soir, Mme Kohli invite les Bansal à dîner la veille de son anniversaire, lorsque Naina fait soudainement irruption et déclare que puisque sa mère ne s'est pas occupée d'elle, elle peut faire ce qui lui plaît. Le lendemain, Champak et Gopi trouvent Kohli inconsciente sur le sol et l'emmènent à l'hôpital, lui sauvant la vie de justesse. Lorsque Naina arrive sur les lieux, elle s'effondre et se rend compte de l'importance de s'occuper d'elle.
Champak, Gopi et Bablu entendent parler d'une collecte de fonds organisée par l'université de Truford et acceptent à contrecœur de faire une offre pour sa rénovation, qui coûte 300 000 livres. N'ayant pas les moyens de réunir une telle somme, ils acceptent de vendre le nom de la famille Ghasiteram. Lorsque Champak annonce la nouvelle à Tarika, elle n'en revient pas. Le lendemain, alors qu'ils se rendent tous les trois dans une casse automobile pour récupérer l'argent, Champak raconte toute son histoire à Tarika, qui est convaincue qu'elle n'aurait pas dû leur faire subir, à lui et à Gopi, tant de difficultés pour réaliser son rêve. Tarika décide ensuite de renoncer à sa bourse d'études à Londres et de retourner étudier chez elle à Udaipur, ce que tout le monde accepte. Le film se termine avec Champak et Gopi faisant la paix pour le nom de Ghasiteram.

## Fiche technique
Sauf indication contraire, les informations mentionnées dans cette section peuvent être confirmées par la base de données cinématographiques IMDb,  présente dans la section « Liens externes ».
- Titre : Angrezi Medium
- Réalisation : Homi Adajania (en)
- Scénario : Bhavesh Mandalia - Gaurav Shukla - Vinay Chhawall - Sara Bodinar
- Production : Maddock Films (en) - London Calling Production
- Langue : Hindi
- Genre : Comédie dramatique
- Durée : 145 minutes (2 h 25)
- Dates de sorties en salles :
  - Inde : 13 mars 2020